# Mainfähre Höchst

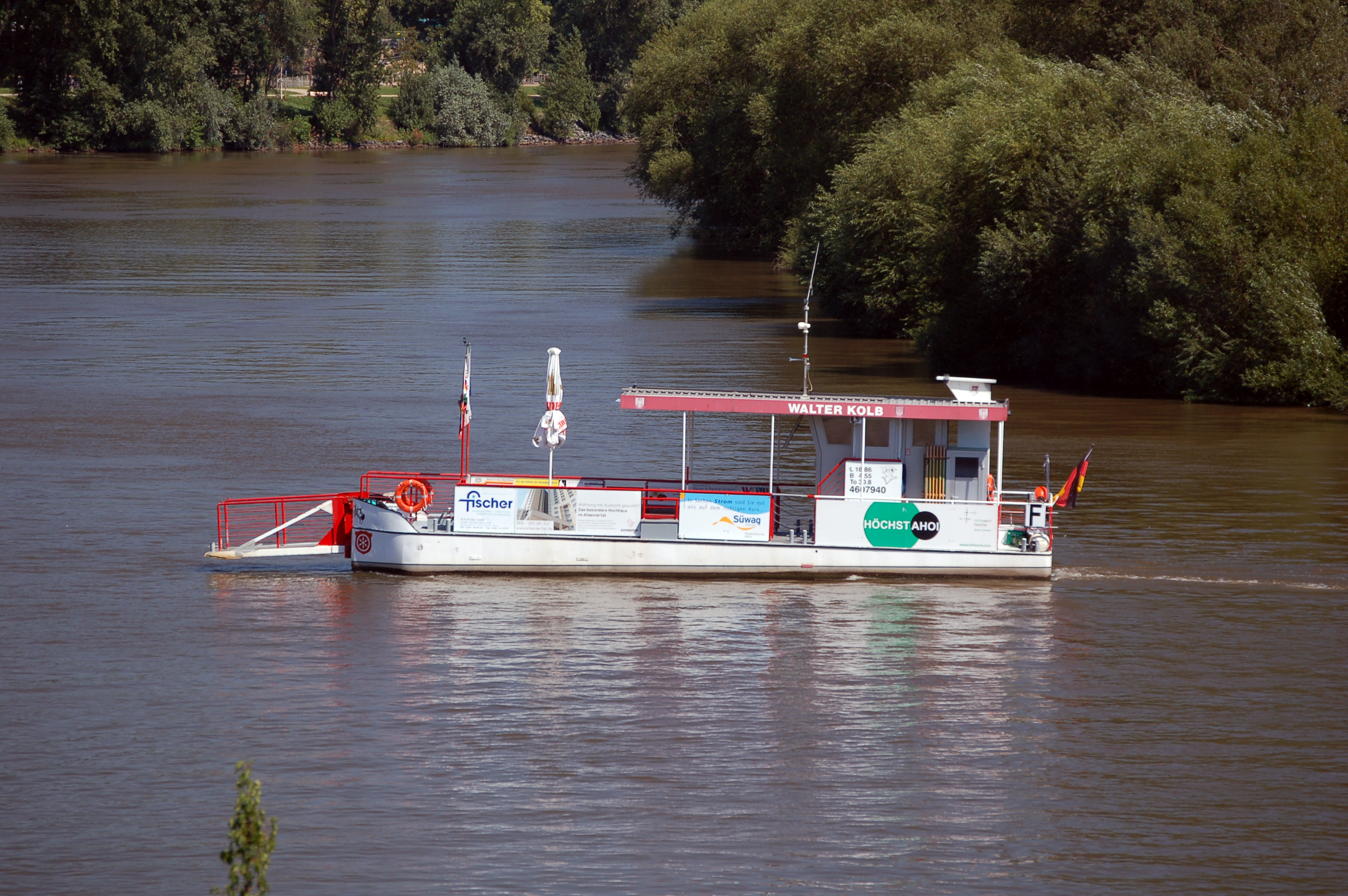
Mainfähre Walter Kolb zwischen Höchst und Schwanheim; Backbord-Ansicht

Die Mainfähre Höchst ist eine frei fahrende Personen- und Radfahrerfähre in Frankfurt am Main. Das Schiff verkehrt ganzjährig nach Fahrplan auf dem Main zwischen den westlichen Stadtteilen Höchst (Anlegestelle: Batterie) und Schwanheim (Höchster Weg im Schwanheimer Unterfeld). Die einzig verbliebene Fähre im Stadtgebiet ist von der Stadt Frankfurt an den Fährmann  Sven Junghans verpachtet. Seit Herbst 1992 ist das Fährschiff Walter Kolb im Einsatz, benannt nach dem Politiker  Walter Kolb (1902–1956), von 1946 bis zu seinem Tod Frankfurter Oberbürgermeister. Neben seinem Einsatz als Fähre im Fahrplanbetrieb wird das Schiff für Riverboat Shuffles genutzt.

## Geschichte

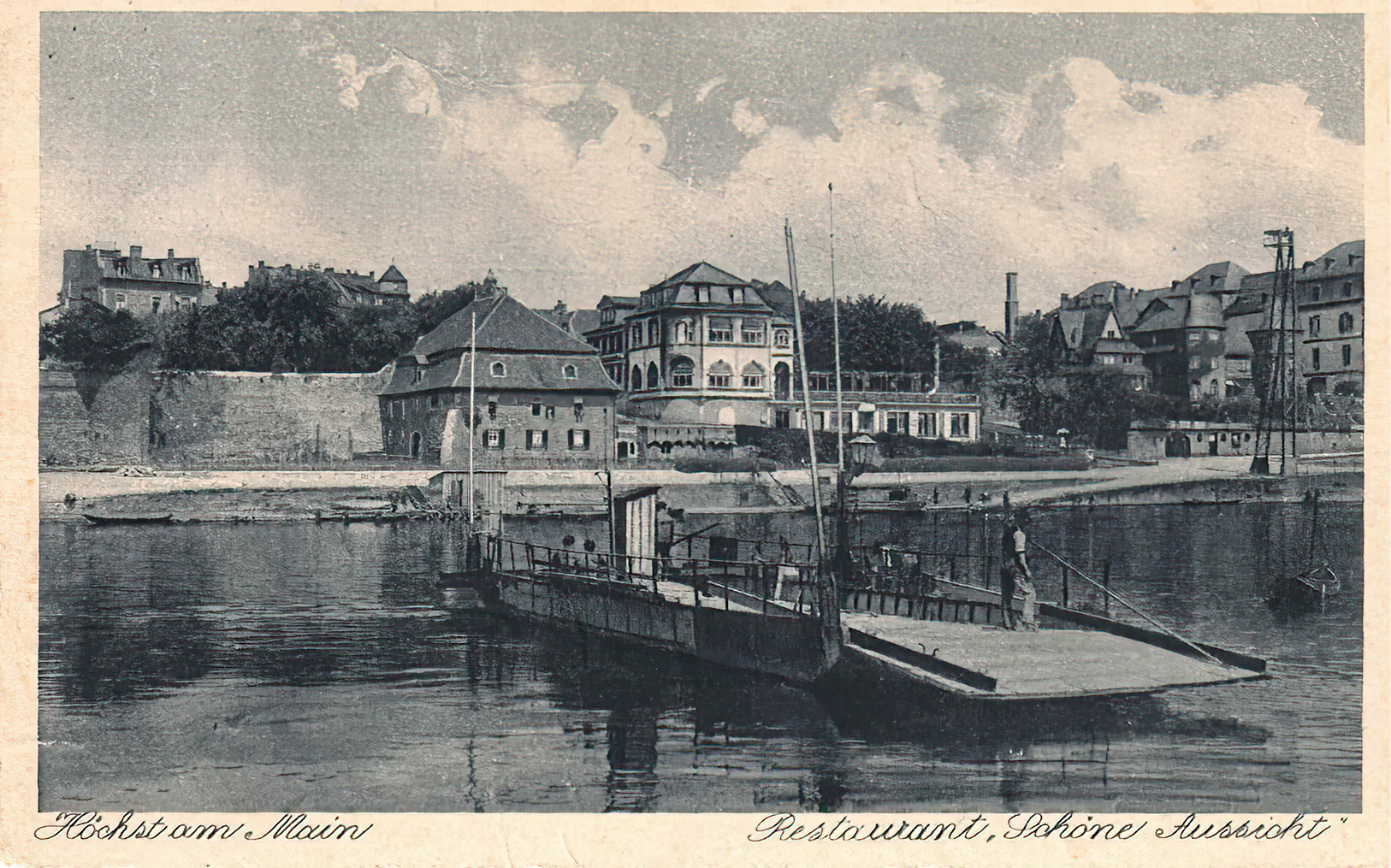
Wagenfähre von Höchst nach Schwanheim ca. 1929

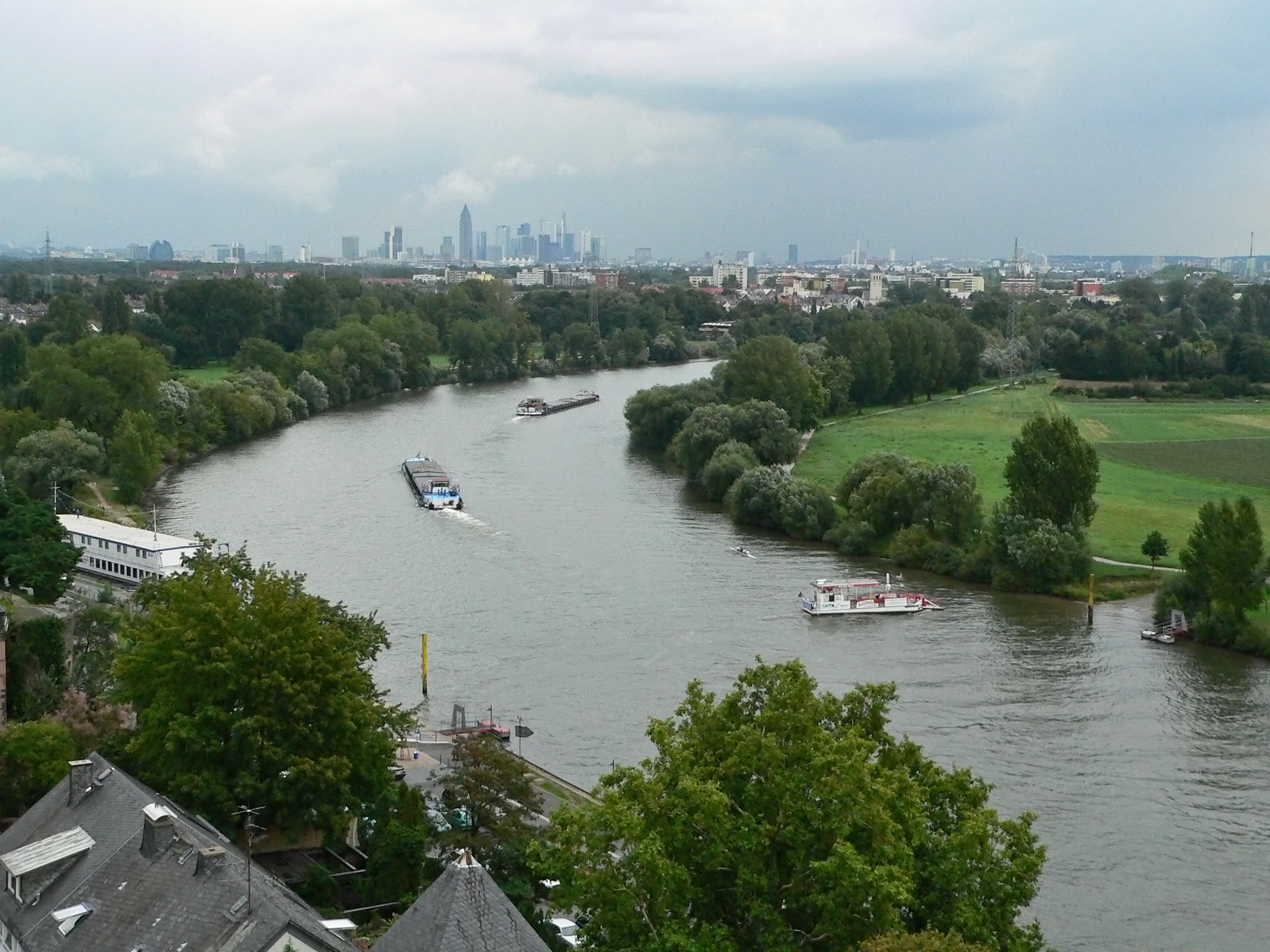
Mainbogen Höchst mit der Fähre (Mitte rechts, am Schwanheimer Ufer). Blick flussaufwärts nach Osten, am Horizont die Frankfurter Skyline. In weiß am linken Bildrand das Hotelschiff in der Mündung der Nidda

Der Fährbetrieb zwischen Höchst und Schwanheim lässt sich bis ins Jahr 1623 zurückverfolgen, als der Fährmann Jost Ferg für sieben Gulden das Recht erwarb, eine Fähre zu betreiben. Zwischen 1911 und dem Herbst 1992 verkehrte zwischen Höchst und Schwanheim eine Gierseilfähre, die auch als Wagenfähre diente. Die Wagenfähre mit einer Tragfähigkeit von 18 Tonnen wurde im Auftrag von I. Bender durch die Bayerische Schiffbaugesellschaft in Erlenbach am Main gefertigt. 1921 wurde die Höchster Fähre an den Schwanheimer Steinmetz Wilhelm Schmidt verkauft, und dessen Familie betrieb die Fähre bis Ende 1977.
Einer der Nachfahren Schmidts rettete die Fähre im Frühjahr 1945 vor der Sprengung durch die Wehrmacht. Er fuhr die Fähre in die der Mainquerung benachbarte Mündung der Nidda an der Wörthspitze, flutete das Schiff und setzte es auf Grund. Nach Kriegsende brauchte die Fähre lediglich leergepumpt zu werden und konnte ihren Betrieb wieder aufnehmen.
Nach dem Zweiten Weltkrieg wurde die Fähre mit einem Elektro-Hilfsmotor ausgestattet. 1963 erwarb die Stadt Frankfurt das Höchster Fährregal vom Land Hessen und verpachtete den Fährbetrieb. Als die Familie Schmidt Ende 1977 den Fährbetrieb aufgab, lag die Fähre still, bis im April 1978 ein anderer Fährmann den Fährdienst übernahm. Inzwischen war die Fähre generalüberholt und mit einem Dieselmotor ausgestattet worden. Sie versah ihren Dienst bis 1991.
Mit Bau der Leunabrücke als Straßenverbindung zwischen Höchst und Schwanheim sollte der Fährbetrieb zwischen den beiden Stadtteilen eingestellt werden. Nach Protesten der Höchster Bürger entschied sich die Stadt Frankfurt 1991 jedoch, anstelle der Wagenfähre eine Fähre für Fußgänger und Radfahrer zu betreiben, und beschaffte die Walter Kolb. Gebaut wurde Fähre 1992 bei der Frankfurter Firma Bootsbau Speck, die direkt neben der Schwanheimer Anlegestelle liegt. Die Walter Kolb ist 18,90 Meter lang und 4,50 Meter breit. Als Antrieb dient ein Dieselmotor mit 170 PS. An Deck bietet sie Platz für 35 Personen.
Nach einer weiteren Diskussion über die Einstellung des Fährbetriebs im Jahr 1996 galt der Bestand der Fähre als gesichert. Seit der Einrichtung des Frankfurter Grüngürtels 1991 ist die Fährverbindung westlichster Teil des GrünGürtel-Rundwanderwegs u nd des GrünGürtel-Radrundwegs; sie ist eine von zwei Mainquerungen der um die Stadt herum führenden Rundwege. Aufgrund sinkender Fahrgastzahlen, erheblich gestiegener Betriebs- und Unterhaltskosten und zu geringen Zuschüssen der Stadt Frankfurt gibt es Anfang 2025 jedoch Überlegungen des Fährmanns, den Fährbetrieb einzustellen.
Die alte Höchster Mainfähre hat mindestens bis 2005 in der ehemaligen Schiffswerft Gustavsburg in Ginsheim-Gustavsburg gelegen und soll dort auch 2008 noch gewesen sein. Der weitere Verbleib ist unklar.